# Catalina López
'Catalina "Katty" López Samán còn được biết đến với sau khi tên kết hôn của cô là Catalina Focil-Saman (sinh ngày 27 tháng 2 năm 1983 tại Guayaquil) là thí sinh cuộc thi sắc đẹp Ecuador và được chứng nhận là nghệ sĩ trang điểm. Cô đoạt giải Hoa hậu Ecuador 2006. Cô tham gia mùa thứ 3 bộ phim thực tế Univision Nuestra Belleza Latina tại Hoa Kỳ và được xếp ở vị trí thứ ba.

## Đầu đời
Mẹ cô qua đời tám tháng sau khi sinh, để lại cho cô cho chú Raul và dì María Luisa nuôi dưỡng đứa con gái nhỏ của bà. López coi họ là cha mẹ cô và cho biết "họ là động lực của cuộc đời tôi và nền tảng của triết lý của tôi". Cô có bốn anh chị em: Raúl, Luigi, Mariuxi và Juanito.

## Hoa hậu World Cup 2006
López đại diện cho đất nước của cô tham gia Hoa hậu World Cup 2006 được tổ chức ở Đức và ra về với thứ hạng nhì.

## Hoa hậu Ecuador 2006
López đại diện cho tỉnh quê hương của cô là Guayas để tham gia cuộc thi Hoa hậu Ecuador 2006 và giành danh hiệu vào ngày 16 tháng 3 năm 2006.

## Nuestra Belleza Latina 2009
López thử giọng ở Los Angeles cho loạt phim Nuestra Belleza Latina và là một trong số 12 thí sinh tham gia cuộc thi ở Miami. Cô hoàn thành ở vị trí Á hậu 2.

## Diễn xuất
Cô diễn xuất Trinitia trong bộ phim hài lãng mạn From Prada to Nada.

## Trang điểm
Catalina Focil-Saman "hoán đổi" vương miện của mình để mua cọ vẽ và trở thành một nghệ sĩ trang điểm được chứng nhận. Cô trở nên nổi tiếng và làm việc với các thương hiệu được công nhận và cũng là một nhà thiết kế nổi tiếng ở Los Angeles California.